# 直通粉

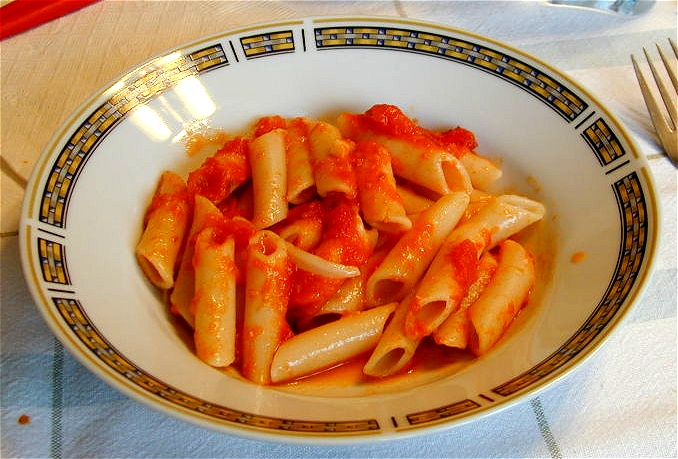
平滑直通粉

直通粉（又稱水管麵、長通粉、斜管麵）是起於義大利圓柱形狀麵，削去末端，有分為壓紋(penne rigate)和平滑(penne lisce)兩種。名字是從拉丁語penna轉化過來，意思為羽毛或羽毛管。
意式麵食直通粉的質感，軟中帶點彈性，烹調方法如通心粉和義大利粉，醬汁組合變化，有白醬汁、紅醬汁和香草醬汁等。
表面處理是重要的，紋路溝槽有助於醬料的搭配，而平滑直通粉 (penne lisce) 是外型相當平滑的一種直通粉，由於不容易吸附醬汁，因此在義大利常被評為最不受歡迎的義大利麵
1. ↑  .   [2021-09-19]. （原始内容存档于2021-09-21）.